# Het jaar van de Kreeft (roman)
Het jaar van de Kreeft is een roman van Hugo Claus uit 1972. Het boek is deels gebaseerd op de verhouding tussen de schrijver en de actrice Kitty Courbois. In 1975 werd het boek verfilmd. In 2016 werd het boek tot een theaterstuk bewerkt door Peter Van Kraaij voor Toneelgroep Amsterdam. Het is ook verwerkt in een gelijknamige aflevering van Het Geluidshuis, deze aflevering is deel van Grimmige Sprookjes, een serie voor volwassenen (16+).
Connie Palmen verwijst in haar roman Lucifer regelmatig naar Het jaar van de Kreeft.